# Park Karola Marcinkowskiego w Poznaniu

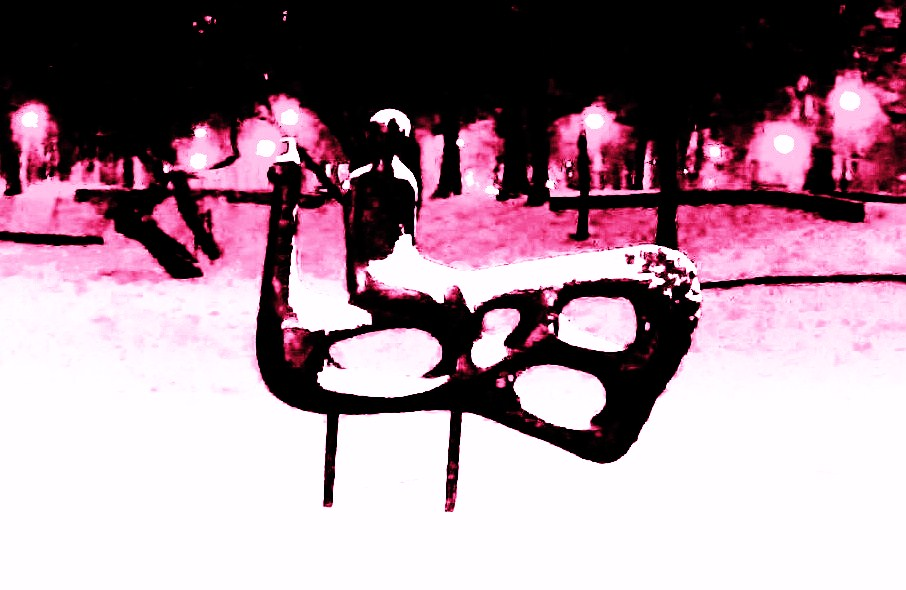
Rzeźba Paw Anny Krzymańskiej nocą

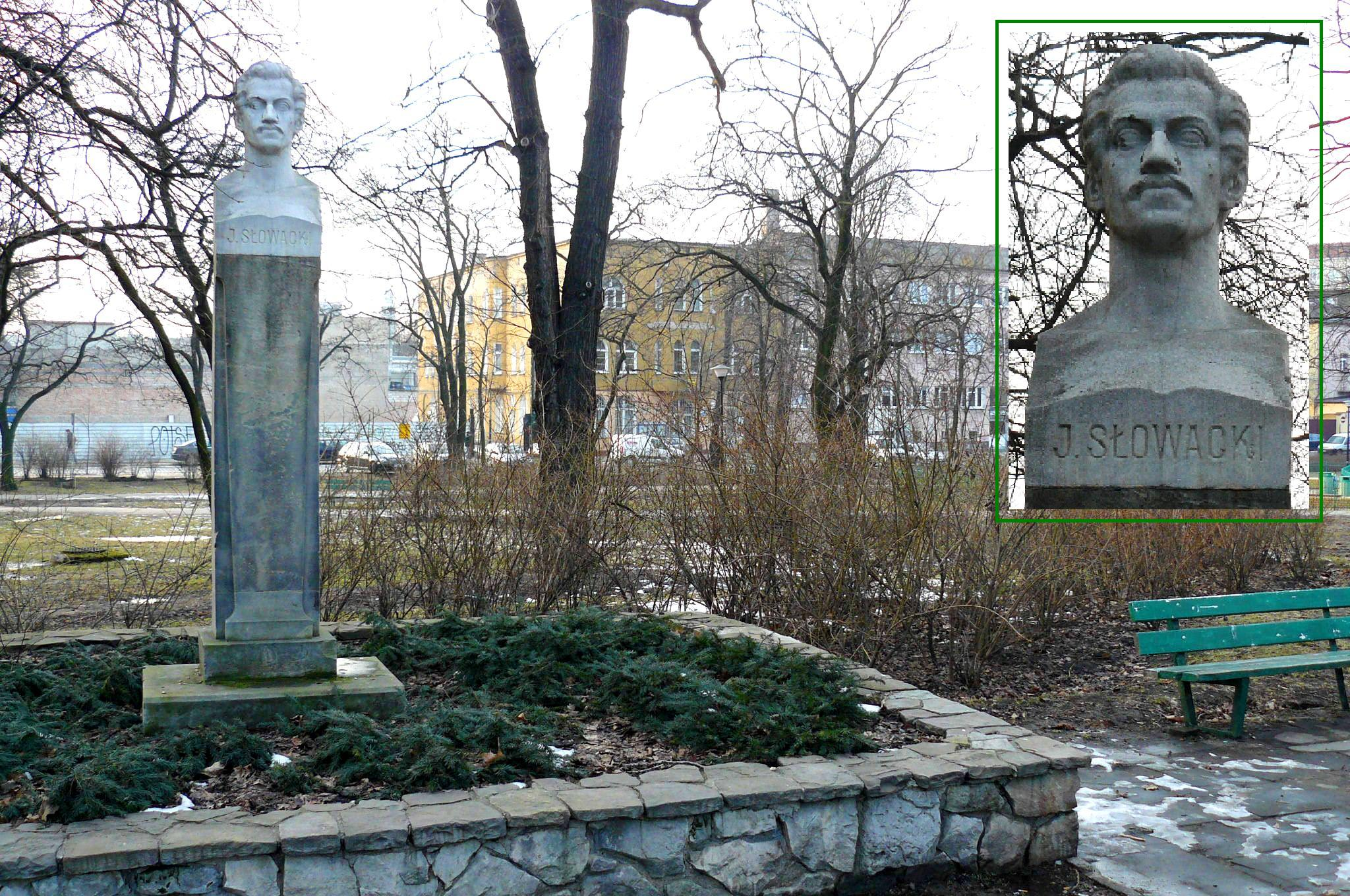
Pomnik Juliusza Słowackiego

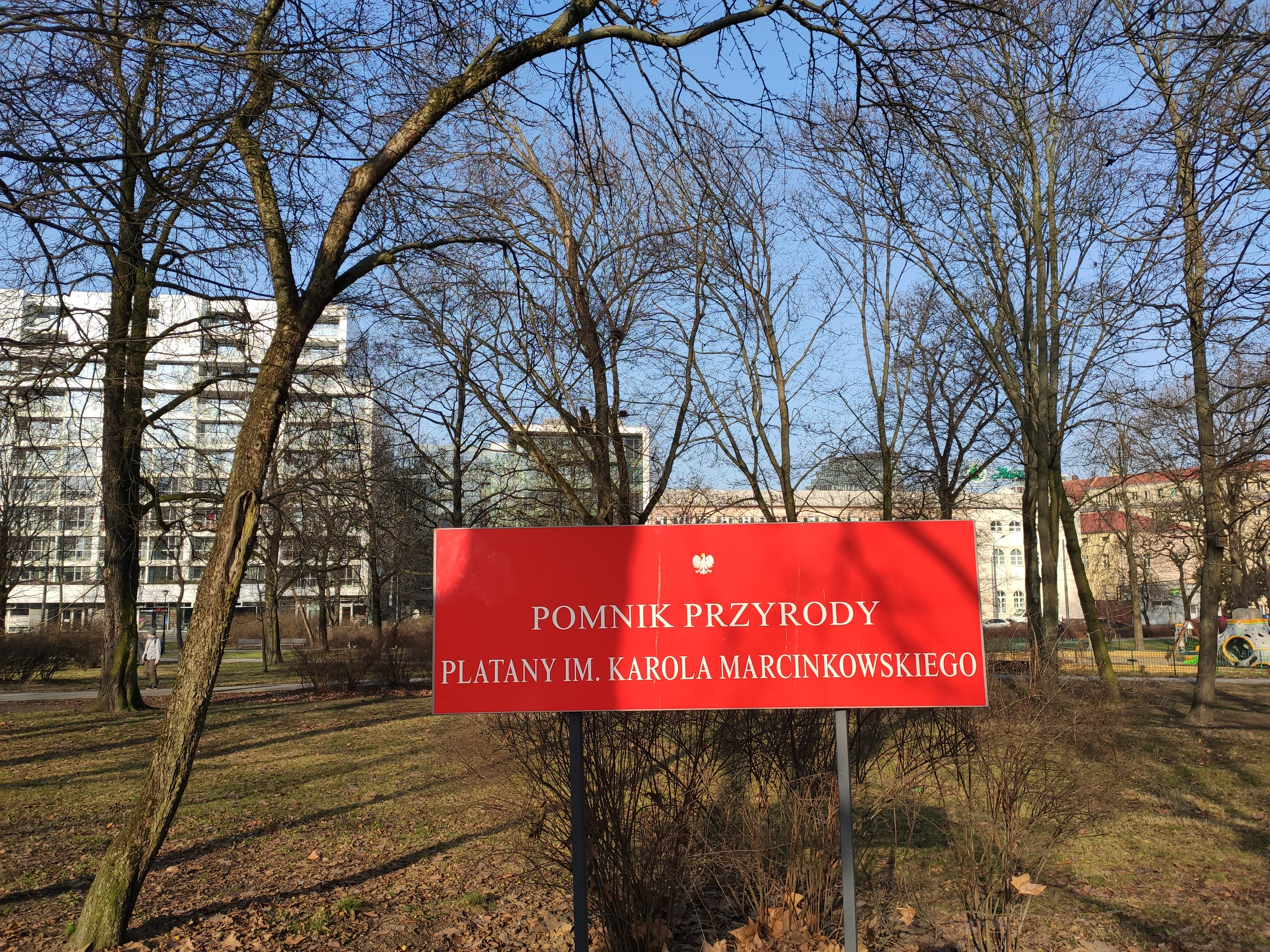
Platany nad stawem

Park Karola Marcinkowskiego (dawniej: Park Schillera, niem. Schillerpark) – zabytkowy park zlokalizowany w centrum Poznania (Dzielnica Cesarska) przy alei Niepodległości i ul. Towarowej. Obecna nazwa została nadana w 1919.

## Historia
Zaaranżowany w latach 1905–1906 (część północna – starsza) w miejscu zlikwidowanych fortyfikacji Twierdzy Poznań, jako południowe zwieńczenie Dzielnicy Cesarskiej (miał wówczas nieco ponad 3 hektary). Początkowo nosił nazwę Parku Schillera. W okresie budowy park otrzymał nowy staw, który został zarybiony, a nad jego brzegami posadzono grupy wierzb płaczących i srebrnobarwnych. Posadowiono na nim też wodotrysk skonstruowany przez firmę Bracia Körting. W parku istniał też plac zabaw dla dzieci od strony ul. Towarowej. Poszerzony dwukrotnie po II wojnie światowej:
- w latach 1946–1948 o tereny zlikwidowanego cmentarza ewangelickiego św. Krzyża,
- w latach 1957–1958 o tereny zlikwidowanego cmentarza katolickiego św. Marcina z kwaterą greckokatolicką z 1857 (na cmentarzu tym znajdował się w latach 1911–1923 grób Karola Marcinkowskiego – patrona terenu).

28 marca 2011 północna część parku (zawarta w trójkącie ulic Składowej i Towarowej oraz alei Niepodległości) została wydzielona jako park Romana Maciejewskiego.

## Fontanny
Na terenie parku, w jego centrum, znajduje się staw z okresu budowy parku z fontanną. Również w północnej części (obecnie w parku Romana Maciejewskiego) założenia istnieje zabytkowy, murowany basen fontannowy z 1913, na środku którego stała ongiś figura wojownika brandenburskiego w XVII-wiecznej zbroi, ze sztandarem w dłoni (autorem dzieła był Reinhold Felderhoff). Fontanna, zrewitalizowana w maju 2012, stanowi element Forum Academicum, tryskając na wysokość dwóch metrów.

## Pomniki i pozostałości forteczne
Przed 1918 w parku znajdowało się popiersie Friedricha Schillera autorstwa Paula Strassbergera-Reinikkendorfa (kopia dzieła Johanna Heinricha Danneckera z biblioteki weimarskiej). Obecnie, w pobliżu stawu, stoi popiersie Juliusza Słowackiego, autorstwa Władysława Marcinkowskiego z 1923 (biały marmur). Przetrwało ono okupację hitlerowską, zakopane w ziemi przez robotników ogrodów miejskich. Postawione zostało dla uczczenia poety, który przebywał w Poznaniu w 1848 i mieszkał przy ul. Piekary. Przy alei Niepodległości stoi natomiast modernistyczna rzeźba Paw, autorstwa Anny Krzymańskiej. Park zdobiła też kiedyś rzeźba Pożegnanie Marii autorstwa Stanisława Jagmina inspirowana twórczością Antoniego Malczewskiego – autora powieści poetyckiej Maria.
Pozostałością dawnej twierdzy jest Bastion Colomb – dawny blokhauz przeciwskarpy bastionu IV. Do 1998 znajdował się on pod ziemią. Po odkopaniu i osuszeniu dolnej kondygnacji, która była całkowicie zalana, oddano go do użytku komercyjnego. W chwili obecnej mieści się w nim Pub Fort Colomb. Budowla jest jedyną pozostałością lewobrzeżnego ciągu umocnień. W pobliżu przystanku autobusowego od strony alei Niepodległości zachowane są natomiast mury oporowe prawego placu broni oraz przekopu w stoku bojowym dla bocznicy kolejowej. Łączyła ona od lat 60. XIX wieku dworzec Główny z magazynami artyleryjskimi w obrębie umocnień twierdzy.
W 2024 przy ulicy Towarowej posadowiono Pomnik Wypędzonych Wielkopolan.

## Przyroda
Na uwagę zasługuje grupa wierzb o prawie trzymetrowym obwodzie. W latach 50. XX wieku w parku zamieszkiwała para grubodziobów. Przed II wojną gniazdowały tutaj aż 24 gatunki ptaków. W latach 50. było ich już tylko 14. Zniszczenia wojenne w parku były bardzo znaczące, zarówno w obszarze flory, jak i fauny. Obecnie skład flory jest przede wszystkim oparty na: platanach klonolistnych, klonach, kasztanowcach białych, dębach (w tym szypułkowych), wiązach, topolach kanadyjskich, wierzbach, jesionach wyniosłych, wierzbach kruchych oraz rzadszych – bożodrzewach gruczołkowatych i leszczynach tureckich. Po raz pierwszy w Poznaniu nasadzono tutaj świdośliwę Lamarcka (2015).

## Pomniki przyrody
W parku rosną drzewa objęte ochroną w formie pomnika przyrody
- grupa czterech platanów klonolistnych przy stawie o obwodach od 225 do 286 cm[6]
- leszczyna turecka w pobliżu ul. Marchlewskiego o obwodzie 223 cm[7]

## Otoczenie
Przy granicach parku stoi wiele znaczących poznańskich budowli: Izba Rzemieślnicza, Collegium Novum UAM, Dyrekcja Kolei, Uniwersytet Ekonomiczny, biurowiec Delta i dworzec PKS. Kontynuacją ciągu parków na południe jest Park Izabeli i Jarogniewa Drwęskich, a na północ Park Romana Maciejewskiego.